# باشگاه هاکی روی یخ بایرن مونیخ
باشگاه هاکی روی یخ بایرن مونیخ یکی از زیرمجموعه‌های مجموعهٔ ورزشی بایرن مونیخ آلمان بود که از سال ۱۹۰۹ تا ۱۹۶۶ تحت نام ام ای وی ۱۸۸۳ و از سال ۱۹۶۶ تا ۱۹۶۹ تحت نام بایرن مونیخ در لیگ هاکی روی یخ بوندسلیگا حضور یافت. این باشگاه پس از انحلال تیم هاکی روی یخ «ام ای وی ۱۸۸۳ مونیخ» در تابستان ۱۹۶۵ برای بار دوم کار خود را با نام جدید دپارتمان هاکی روی یخ «اف‌سی باواریا» آغاز کرد. این رخداد در تاریخ ۷ ژانویه ۱۹۶۶ صورت گرفت و این تیم در فصل ۱۹۶۶–۶۷ در لیگ هاکی روی یخ آلمان با نام بایرن مونیخ در مسابقات شرکت کرد. آن‌ها در سال ۱۹۶۵ (در اوبرلیگا) مقام سوم، در سال ۱۹۶۶ (در اوبرلیگای جنوب) مقام دوم، در سال ۱۹۶۷ (در بوندسلیگای جنوب) مقام چهارم و در سال ۱۹۶۸ (در بوندسلیگای جنوب) مقام ششم رقابت‌های هاکی روی یخ را به دست آوردند. آن‌ها موفق به قهرمانی در جام دی‌ای‌وی در سال ۱۹۶۷ شدند. فینال این رقابت‌ها بین برندگان صعودکنندگان لیگ‌های جنوب و غرب برگزار می‌شد. این باشگاه در سال ۱۹۶۹ برای نخستین بار در صدر جدول رقابت‌های بوندسلیگای جنوب قرار گرفت که مدتی نگذشت این صدرنشینی با انحلال کامل و تلخ این باشگاه به اتمام رسید.

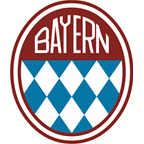
لوگوی مجموعهٔ ورزشی بایرن مونیخ از سال ۱۹۶۵–۱۹۷۰

## بازیکنان شاخص

### ۱۹۶۶–۶۷
- مربی: یان «یانو» استارشی
- مهاجم: هانس هوبر

### ۱۹۶۷–۶۸
- مربی: یان «یانو» استارشی
- دروازه‌بان: رابرت مرکل، تیو گروس
- مدافع: لئونارد وایتل
- مهاجم: مایکل ماوئر، پیتر ماوس، هانس هوبر، آکسل وان ثون

### ۱۹۶۸–۶۹
- مربی: یان «یانو» استارشی
- دروازه‌بان: تیو گروس، ورنر هاگر
- مدافع: لئونارد وایتل
- مهاجم: هانس هولنبرگر، هانس هوبر، لادویگ کلنر، جرج کینک، مایکل ماوئر، پیتر ماوس، جرج آشبیچلر، کارل فروختل، گانتر جین‌هارد، آکسل وان ثون